# Stanisław Huet

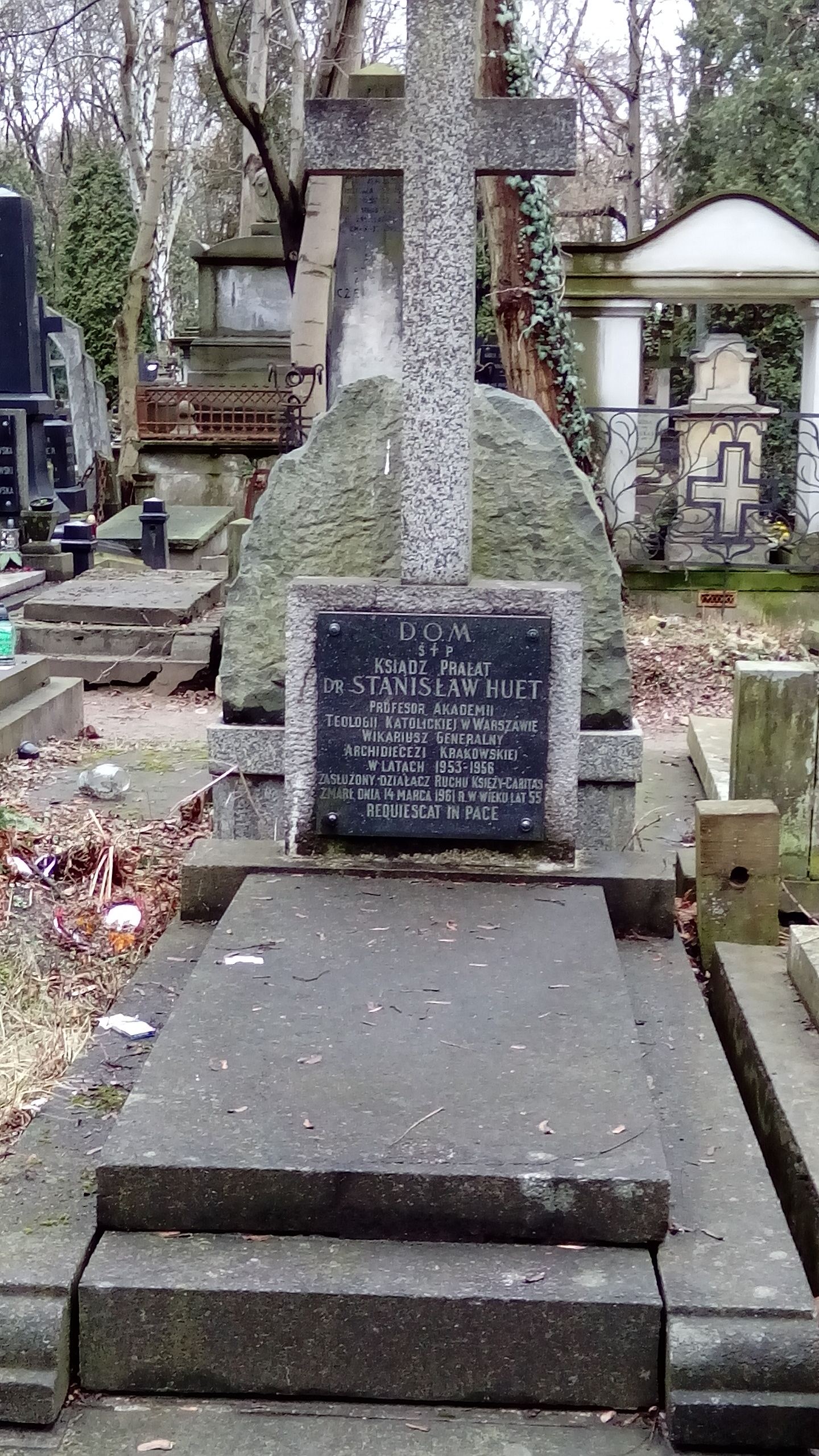
Grób Stanisława Hueta na cmentarzu Powązkowskim

Stanisław Marian Huet (ur. 8 lipca 1904 we Lwowie, zm. 13 marca 1961 w Warszawie) – polski duchowny rzymskokatolicki, pastoralista, teolog moralista, działacz
społeczny, w latach 1953-1956 wikariusz generalny Archidiecezji krakowskiej, zaliczany do tzw. księży patriotów.

## Życiorys
Był synem Zygmunta Hueta i Teofili Huet, z d. Grabińskiej. 
Początkowo był uczniem gimnazjum w Wiedniu, w 1922 ukończył IV Państwowe Gimnazjum im. Jana Długosza we Lwowie, w tym samym roku wstąpił do seminarium duchownego w tym mieście. W 1924 został wysłany na studia doktoranckie na Gregorianum, w 1926 obronił tam pracę doktorską. . 6 listopada 1927 przyjął święcenia kapłańskie, w 1929 obronił pracę doktorską z teologii na Angelicum. Po powrocie do Polski pracował w Żółkwi (1929-1930), a od 1931 w Stryju, gdzie był katechetą w szkole powszechnej im. Jana Kochanowskiego oraz żeńskim seminarium nauczycielskim. W latach 1933–1937 był kapelanem Polskiego Towarzystwa Lekarskiego w Morszynie, w 1937 opublikował prace Psychoanaliza a sakrament pokuty i Aleksander Manzoni. Uwagi nad moralnością katolicką. Od tego samego roku pracował w I Państwowym Gimnazjum i Liceum we Lwowie. 12 lipca 1938 habilitował się na Uniwersytecie Jagiellońskim z zakresu teologii pastoralnej i otrzymał stopień docenta.
Okres II wojny światowej spędził we Lwowie jako kapelan zakonny sióstr karmelitanek. W latach 1945–1949 mieszkał w Zabrzu, gdzie pracował jako kapelan Szpitala Ubezpieczalni Społecznej, był także cenzorem w administracji apostolskiej Opola, w 1947 wydał pracę Psychiatria duszpasterska. W 1949 był krótko wikariuszem w parafii św. Rodziny we Wrocławiu. Od września 1949 pracował jako profesor kontraktowy Wydziału Teologii Katolickiej Uniwersytetu Warszawskiego, w 1951 został prodziekanem tego wydziału, w marcu 1953 profesorem nadzwyczajnym, w maju 1953 profesorem zwyczajnym. Po likwidacji Wydziału w 1954 wykładał na nowo powstałej Akademii Teologii Katolickiej, otrzymał wówczas tytuł profesora zwyczajnego. W tym samym roku opublikował pracę Cnota religijności, w 1955 Sakrament pokuty w świetle teologii i psychohigieny, w 1956 Eucharystia. Traktat teologicznomoralny. Od 1957 do śmierci kierował Katedrą Teologii Moralnej Szczegółowej ATK, wypromował dwóch doktorów, w tym Teodora Raka.
Od 1950 był aktywnym członkiem Komisji Intelektualistów i Działaczy Katolickich przy Polskim Komitecie Obrońców Pokoju, w 1953 wszedł w skład Komisji Duchownych i Świeckich Działaczy przy Ogólnopolskim Komitecie Frontu Narodowego, był członkiem jej władz, kierował w niej Sekcją Średniego i Wyższego Nauczania Katolickiego, był także przewodniczącym oddziału krakowskiego. W latach 1953–1956 był jednym z dwóch narzuconych przez władze PRL wikariuszy generalnych archidiecezji krakowskiej (drugim był Bonifacy Woźny).
Od 1955 był członkiem redakcji pisma Kuźnica Kapłańska, od 1959 był wiceprezesem Centralnego Zarządu Kół Księży, a od 1960 członkiem zarządu Zrzeszenia Katolików Caritas.
Zmarł w nocy z 13 na 14 marca 1961 w Warszawie, na atak serca, bezpośrednio po rozmowie z kardynałem Stefanem Wyszyńskim. Prasa zachodnia spekulowała, że w czasie tej rozmowy zagrożono mu ekskomuniką. Został pochowany na cmentarzu Powązkowskim w Warszawie (kwatera 41-1-16).

## Odznaczenia
- Krzyż Oficerski Orderu Odrodzenia Polski (uchwałą Rady Państwa z 19 lipca 1954, za zasługi w pracy społecznej)[18]
- Krzyż Kawalerski Orderu Odrodzenia Polski (uchwałą Rady Państwa z 22 lipca 1953, za zasługi w pracy społecznej)[19]
- Medal 10-lecia Polski Ludowej (1955)[20]